# Sindrome del terrore
Sindrome del terrore (Blue Sunshine) è un film del 1977, scritto e diretto da Jeff Lieberman.

## Trama
Durante una festa in un locale di Los Angeles, uno degli ospiti per scherzo tenta di baciare la ragazza di un amico, il quale, nel tentativo di fermarlo, lo prende per i capelli, trovandosi però in mano una parrucca. L'uomo, completamente calvo, viene quindi colto da un raptus psicotico e uccide brutalmente diversi ospiti della festa, per poi inseguire in strada Jerry Zipkin, un altro invitato, finché non viene investito e ucciso da un camion di passaggio.
Jerry, accusato ingiustamente degli omicidi, si dà alla fuga e cerca di raccogliere prove per dimostrare la sua innocenza, aiutato dall'amico medico David Blume e sua moglie Alicia Sweeney. Dopo aver saputo di altri omicidi commessi con le stesse modalità da persone calve, Jerry scopre che queste, circa dieci anni prima, avevano frequentato tutte l'Università di Stanford e avevano assunto un tipo sperimentale di LSD, chiamato "Blue Sunshine", fornito loro dallo spacciatore Ed Flemming. Tutti loro stanno ora improvvisamente perdendo i capelli e sviluppando irrefrenabili istinti omicidi. Rintracciato da Jerry, Flemming, nel frattempo diventato un politico locale in corsa per il Congresso, nega di aver mai sentito parlare di Blue Sunshine, ma quando Jerry fa visita alla moglie separata di Flemming, Wendy, scopre che anche lei è calva e sta per uccidere con un coltello i due figli del vicino. Jerry salva i bambini spingendo Wendy giù dal balcone del suo appartamento e finisce per essere accusato anche di questo omicidio.
Per dimostrare che è Blue Sunshine a causare le psicosi omicide, Jerry pianifica di rintracciare un ex consumatore della droga ancora in vita per sottoporlo a dei test. Armato di una pistola con dardi alla paraldeide, Jerry si presenta a un comizio di Flemming in un centro commerciale, dopo aver scoperto che il coordinatore della sua campagna elettorale, Wayne Mulligan, era stato un consumatore abituale di Blue Sunshine. Ma poco prima dell'arrivo di Jerry, Wayne, anche lui ormai calvo, esplode nella sua furia psicotica, seminando il terrore nel centro commerciale. Jerry insegue Wayne in un grande magazzino vuoto e riesce a paralizzarlo con la pistola a dardi.
Nel finale si legge che Wayne è stato sottoposto a dei test, che gli hanno riscontrato delle gravi alterazioni cromosomiche, ed è stato rinchiuso in un ospedale psichiatrico, ma che degli altri consumatori delle 255 dosi di Blue Sunshine spacciate in passato non si sa nulla.

## Produzione
Lieberman ideò il soggetto del film prendendo di mira le paure e gli stereotipi che all'epoca circondavano la controcultura hippy, dopo che suo fratello, un medico, gli raccontò di diversi casi di persone affette da disturbi nervosi associati all'LSD assunto anni prima, ma anche per mettere in risalto le contraddizioni della generazione anticonformista della Summer of Love, poi integratasi perfettamente nell'establishment una volta cresciuta. Originariamente Lieberman aveva ambientato la storia a Manhattan, sviluppando una trama ben più complessa e articolata, con molte scene da girare nella metropolitana di New York e un costo preventivato di 3.5 milioni di dollari; tuttavia, la difficoltà di reperire le risorse e il desiderio di immergersi quanto prima nel lavoro dopo la morte del padre, spinsero il regista a riscrivere gran parte del soggetto, semplificando la trama e spostando la scena a Los Angeles, e a ridimensionare la produzione, cambiando anche la scelta dell'attore protagonista, individuato inizialmente in David Birney. Con un budget finale ridotto a 500.000 dollari, le riprese iniziarono a Los Angeles alla fine del 1976 e durarono cinque settimane. Dopo la presentazione in occasione del Festival di Cannes del 1977, nel novembre dello stesso anno la Cinema Shares International Distribution Co. ne acquisì i diritti, distribuendo la pellicola in vari paesi, tra cui anche l'Italia, mentre un accordo per la messa in onda televisiva con la ABC saltò per i troppi tagli chiesti dall'emittente.